# Festival de Cine de Pula
El Festival de Cine de Pula —en croata: Festival igranog filma u Puli; en inglés: Pula Film Festival— es el festival cinematográfico más antiguo de Croacia; se realiza de manera anual en un anfiteatro romano conocido como Anfiteatro de Pula desde 1954. El evento es celebrado generalmente en verano, particularmente en el mes de julio o agosto.
Además de las proyecciones de películas que se realizan al público y la premiación destinada al cine internacional, el festival alberga tradicionalmente a los premios anuales al cine croata. Ambos premios son denominados Golden Arenas —en croata: Zlatnim Arenama—, que para el caso de la sección nacional, son considerados como los principales galardones al cine de dicho país, siendo los equivalentes croatas del Óscar, BAFTA, Goya o César, entre otros.
La primera versión del festival fue realizada en 1954, convirtiéndose en pocos años en el evento central de la industria del cine yugoslavo, realizándose la primera entrega de los premios nacionales en 1957, y que duró hasta 1991, cuando el festival fue cancelado debido a la disolución de Yugoslavia. En el año 1992, se retoma la realización del festival, aunque esta vez como el Festival de cine de Croacia, celebrándose anualmente desde dicho año (con la excepción de la edición de 1994, que también fue cancelada).

## Premios

### Sección de premios nacional
- Big Golden Arena para mejor película.
- Golden Arena para mejor director.
- Golden Arena para mejor actor.
- Golden Arena para mejor actriz.
- Golden Arena para mejor guion.
- Golden Arena para mejor actor de reparto.
- Golden Arena para mejor actriz de reparto.
- Golden Arena para mejor diseño de producción-
- Golden Arena para mejor fotografía.
- Golden Arena para mejor diseño de vestuario.
- Golden Arena para mejor edición
- Mejor Maquillaje.
- Golden Arena para mejor sonido.
- Mejor edición de sonido.

### Otros premios
- Golden Birch (en croata: Zlatna Breza) para el mejor director debutante.
- Oktavijan Award a la mejor película otorgado por la Asociación croata de críticos de cine (en croata: Croatian Film Critics' Association).
- Golden Gate of Pula - Audience Award para mejor película votada por el público del festival.